# Ken Burbridge
Ken Burbridge (1º maggio 1950) è un ex cestista australiano.

## Carriera
Con l'Australia ha disputato i Campionati mondiali del 1974.